# Oriolus sagittatus
Oriolus sagittatus là một loài chim trong họ Oriolidae.